# Коимбра
Кои́мбра (порт. Coimbra; [kuˈĩbɾɐ]) — город в Португалии, центр одноимённого округа и муниципалитета, центр исторической провинции Бейра-Литорал.
Город вместе с окрестностями составляет агломерацию Большая Коимбра. Численность населения — 101,1 тыс. жителей (город), 101,1 тыс. жителей (муниципалитет), 430 тыс. жителей (городская агломерация). Город и муниципалитет входит в экономико-статистический Центральный регион и субрегион Байшу-Мондегу. По старому административному делению входил в провинцию Бейра-Литорал.
Коимбра была столицей Португальского королевства с 1139 по 1256 годы. Сейчас город известен в основном благодаря своему университету, одному из старейших университетов Европы, богатому своими традициями и культурному наследию. До 1/3 жителей города связаны с университетом (преподаватели, студенты, обслуживающий персонал).
Городу посвящена популярная студенческая песня «Коимбра» из кинофильма «Возраст любви» в исполнении Лолиты Торрес.

## Расположение
Город расположен в 182 км к северу от столицы Португалии города Лиссабон на берегу реки Мондегу.
Муниципалитет граничит:
- на севере — муниципалитет Меальяда
- на востоке — муниципалитеты Пенакова, Вила-Нова-де-Пойареш, Миранда-ду-Корву
- на юге — муниципалитет Кондейша-а-Нова
- на западе — муниципалитет Монтемор-у-Велью
- на северо-западе — муниципалитет Кантаньеде

## Климат
| Показатель                                         | Янв. | Фев. | Март | Апр. | Май  | Июнь | Июль | Авг. | Сен. | Окт. | Нояб. | Дек. | Год  |
| -------------------------------------------------- | ---- | ---- | ---- | ---- | ---- | ---- | ---- | ---- | ---- | ---- | ----- | ---- | ---- |
| Абсолютный максимум, °C                            | 23,0 | 25,5 | 29,5 | 32,5 | 35,0 | 41,6 | 40,2 | 40,0 | 40,0 | 34,6 | 27,6  | 25,2 | 41,6 |
| Средний максимум, °C                               | 14,6 | 15,9 | 18,3 | 19,3 | 21,6 | 25,3 | 28,1 | 28,5 | 26,9 | 22,4 | 18,0  | 15,4 | 21,2 |
| Средняя температура, °C                            | 10,0 | 11,0 | 12,5 | 14,0 | 16,4 | 19,6 | 21,8 | 21,8 | 20,8 | 17,4 | 13,0  | 10,4 | 15,7 |
| Средний минимум, °C                                | 4,6  | 5,9  | 6,9  | 8,4  | 10,8 | 13,5 | 15,0 | 14,4 | 13,4 | 10,9 | 7,7   | 6,3  | 9,8  |
| Абсолютный минимум, °C                             | −4,9 | −4   | −3,3 | −1,5 | 2,0  | 4,1  | 6,8  | 6,0  | 2,0  | −2,6 | −3,1  | −2,8 | −4,9 |
| Норма осадков, мм                                  | 112  | 105  | 95   | 84   | 79   | 64   | 59   | 71   | 89   | 102  | 109   | 126  | 898  |
| Источник: World Climate, Instituto de Meteorologia |      |      |      |      |      |      |      |      |      |      |       |      |      |

## Население
| Население муниципалитета Коимбра (1801—2004) | Население муниципалитета Коимбра (1801—2004) | Население муниципалитета Коимбра (1801—2004) | Население муниципалитета Коимбра (1801—2004) | Население муниципалитета Коимбра (1801—2004) | Население муниципалитета Коимбра (1801—2004) | Население муниципалитета Коимбра (1801—2004) | Население муниципалитета Коимбра (1801—2004) | Население муниципалитета Коимбра (1801—2004) |
| -------------------------------------------- | -------------------------------------------- | -------------------------------------------- | -------------------------------------------- | -------------------------------------------- | -------------------------------------------- | -------------------------------------------- | -------------------------------------------- | -------------------------------------------- |
| 1802                                         | 1849                                         | 1900                                         | 1930                                         | 1960                                         | 1981                                         | 1991                                         | 2001                                         | 2006                                         |
| 46 343                                       | 32 517                                       | 54 105                                       | 76 494                                       | 106 404                                      | 138 930                                      | 139 052                                      | 146 317                                      | 139 083                                      |

## История
Город являлся столицей Графства Коимбра с 871 по 987 годы и с 1064 по 1096 годы.
В Коимбре, тогда уже бывшей столице Португалии, в 1355 году король Афонсу IV приказал убить любовницу инфанта Педру Иниш ди Каштру. Сын короля поднял мятеж против отца. Два года длилась гражданская война.
В 2004 году Коимбра была одним из городов, принимавших Чемпионат Европы по футболу на стадионе Сидаде-де-Коимбра.

## Районы
| - Алмалагеш - Алмедина - Амеал - Антаньол - Антузеде - Арзила - Ассафарже - Ботан - Брашфемеш - Каштелу-Вьегаш - Сейра | - Сернаше - Эйраш - Ламароза - Рибейра-де-Фрадеш - Санта-Клара - Санта-Круш - Санту-Антониу-душ-Оливайш - Сан-Бартоломеу - Сан-Жуан-ду-Кампу - Сан-Мартинью-де-Арворе - Сан-Мартинью-ду-Бишпу | - Сан-Паулу-де-Фрадеш - Сан-Силвештре - Се-Нова - Созелаш - Тавейру - Торре-де-Вилела - Торреш-ду-Мондегу - Трошемил - Вил-де-Матуш |

## Города-побратимы Коимбры
- Бейра (порт. Beira), Мозамбик
- Даман и Диу (порт. Damão e Diu), Индия
- Дили (порт. Dili), Восточный Тимор
- Куритиба (порт. Curitiba), Бразилия
- Кембридж (англ. Cambridge), шт. Массачусетс, США
- Минделу (порт. Mindelo), Кабо-Верде
- Падуя (итал. Padova), Италия
- Пуатье (фр. Poitiers), Франция
- Саламанка (исп. Salamanca), Испания
- Сан-Паулу (порт. São Paulo), Бразилия
- Санта-Клара (англ. Santa Clara), шт. Калифорния, США
- Сантос (порт. Santos), Бразилия
- Сантьяго-де-Компостела (исп. Santiago de Compostela), Испания
- Сарагоса (исп. Zaragoza), Испания
- Фес (араб. فاس‎, фр. Fès) Марокко
- Халле (нем. Halle), Германия
- Экс-ан-Прованс (фр. Aix-en-Provence), Франция
- Эш (люкс. Esch-Uelzecht), Люксембург

В 2022 году Коимбра приостановила сотрудничество с Ярославлем из-за вторжения России на Украину.

## Известные люди, связанные с городом
- Ал Берту
- Албукерке, Филипе
- Альвареш, Франсишку
- Афонсу II
- Афонсу III
- Афонсу IV
- Велозу, Мигел
- Жудисе, Жозе Мигел
- Зе Каштру
- Адольфу Коэльо
- Куньял, Алвару
- Педру I
- Пашеку ди Аморин, Фернанду
- Кастро, Инес де
- Са-де-Миранда, Франсишку де
- Са, Мем ди
- Саншу I
- Сержиу Консейсау
- Пасуш Коэлью, Педру
- Хомем, Антонио

## Фотогалерея

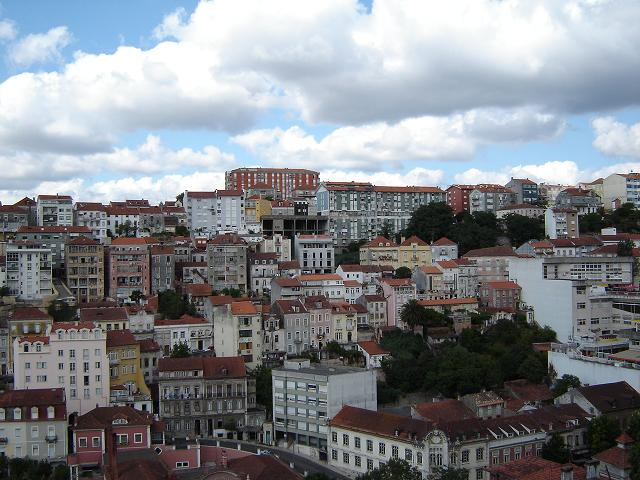
Панорама города
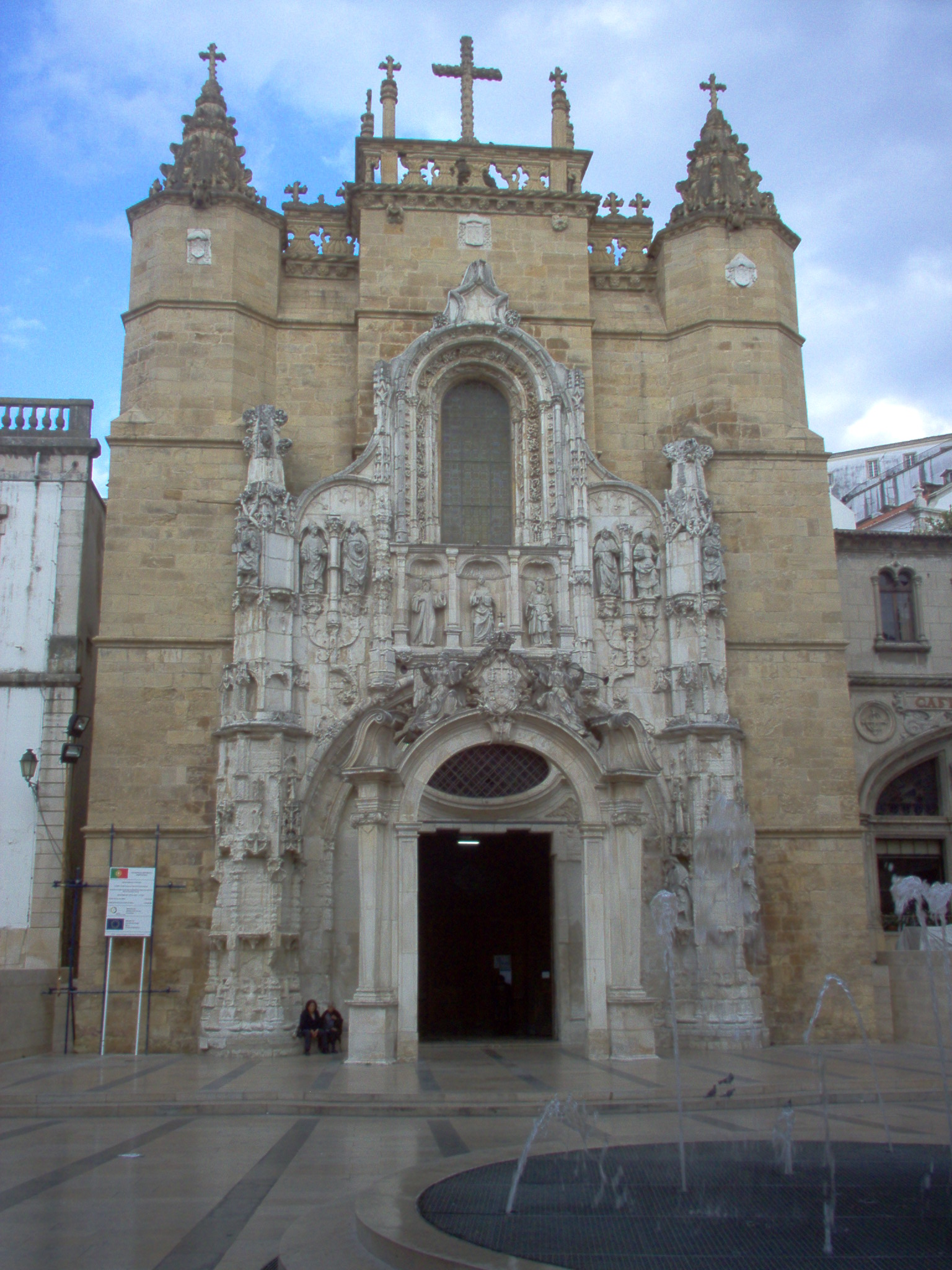
Монастырь святого Креста
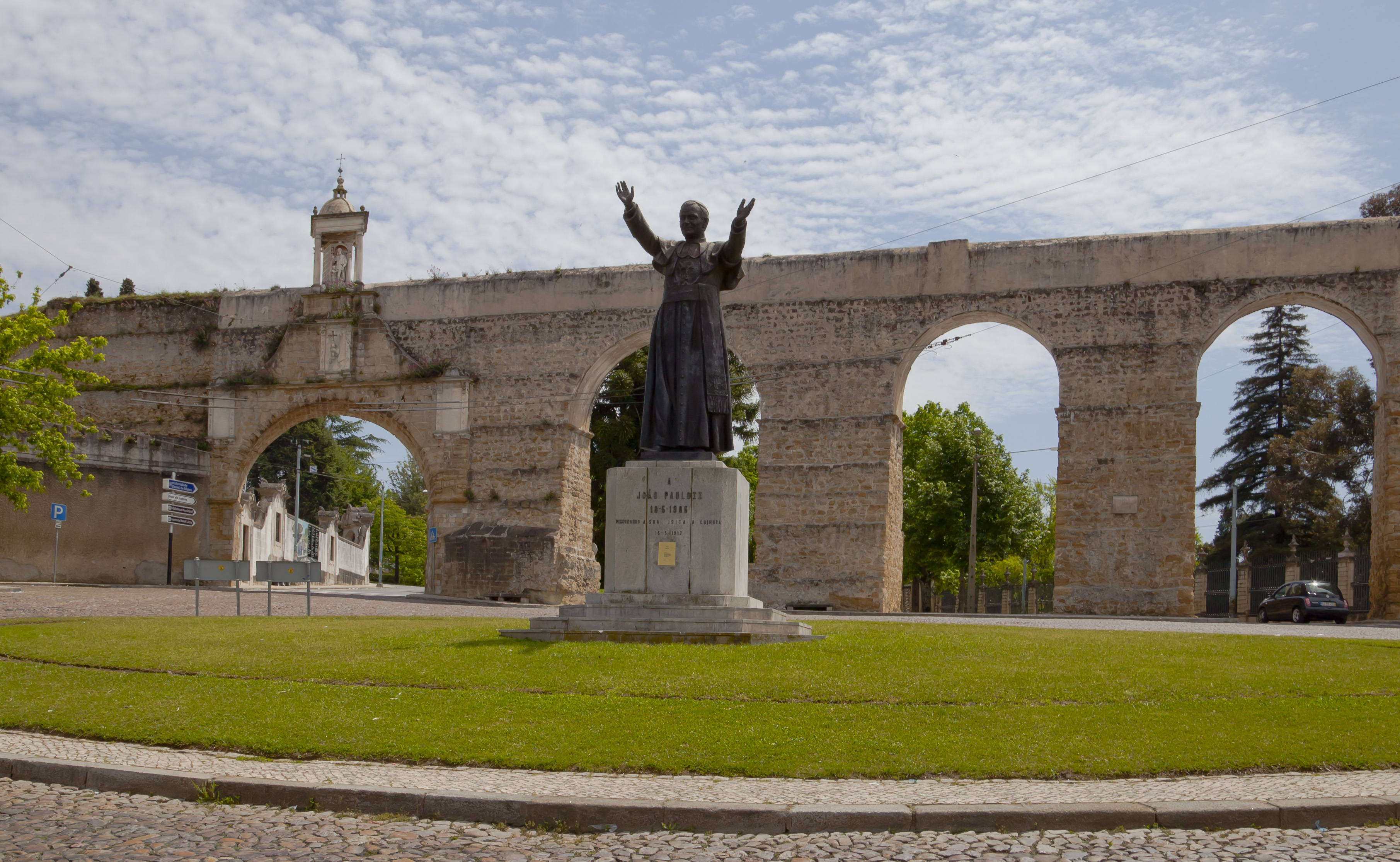
Акведук святого Себастьяна и статуя Иоанна Павла II